# 段清波
段清波（1964年2月—2019年10月13日），山西芮城人，中国考古学家，西北大学文化遗产学院院长，教授，陕西考古研究院原秦陵考古队队长，中國秦漢考古權威。

## 生平
1985年，段清波毕业于西北大学考古学专业。1988年，到陕西省考古研究所工作。1998年至2008年任秦陵考古队队长。並主持編寫多年秦始皇帝陵考古調查報告。2008年获考古学博士学位。2009年，任教于西北大学文博学院。2010年至2014年，任西北大学文化遗产学院副院长，2017年任院长。2018年6月在央視CCTV-12社會與法頻道的法律講堂節目做16集講座《秦陵，塵封的帝國》，並出版同名書籍。生前曾主持調查陝西明長城資源。

## 學術著作
《秦始皇帝陵園考古報告》（1999）（合）科學出版社2000年
《秦始皇帝陵園考古報告》（2000）（合）文物出版社2005年
《秦始皇帝陵園考古報告》（2002）（合）文物出版社2006年
《秦始皇帝陵地宮地球物理探測成果與技術》，地質出版社2005年
《秦始皇帝陵園考古研究》，北京大學出版社2011年
《秦陵，塵封的帝國》，中國民主法制出版社2018年
另發表學術論文60余篇。

## 主要研究成果
1998年至2008年間發現秦始皇帝陵內外城大量陪葬坑，如青銅水禽坑，文官俑坑，白戲俑坑，石鎧甲坑，北側大型組合式陪葬坑等（推測為離宮別院的地下模擬）。2002年對秦始皇帝陵封土進行物探，發現封土堆下的九層台體建築，發現東墓道為石質主墓道，探測清楚秦始皇陵地宮大小為長八十米寬五十米高十五米的空間，且為石質。發現陵園內外城東西兩門之間三出闕，為中國國內目前發現最早的闕的形態，對北京故宮的午門建築有很深的影響。發現秦陵地下地宮周圍的阻排水渠及兵馬俑坑附近的五嶺遺址（大水壩）